# استورتون، نورث‌همپتون‌شر
استورتون (به انگلیسی: Staverton) یک روستا و محله مدنی در بریتانیا است که در Daventry واقع شده‌است. استورتون ۴۵۸ نفر جمعیت دارد.